# 哈特鎮區 (密歇根州)
哈特鎮區（英語：Hart Township）是位於美國密歇根州奧希阿納縣的一個行政鎮區。

## 地方資料
哈特鎮區的面積為88.70平方千米，當中陸地面積為87.80平方千米，而水域面積為0.90平方千米。根據2020年美國人口普查的數據，當地共有人口2028人，而人口密度為每平方千米22.86人。